# Finn Brown
Finn Brown (ur. 9 grudnia 1997) – nowozelandzki judoka. 
Startował w Pucharze Świata w 2018 i 2019. Srebrny medalista mistrzostw Oceanii w 2017. Mistrz kraju w 2022 roku.